# Benik Hovhannisyan
Benik Hovhannisyan (in armeno Բենիկ Հովհաննիսյան?; Erevan, 1º maggio 1993) è un calciatore armeno, centrocampista dell'Alaškert.

## Carriera

### Club
Ha giocato nella prima divisione armena.

### Nazionale
Ha giocato nelle nazionali giovanili armene Under-19 ed Under-21.
Il 28 maggio 2016 ha esordito con la nazionale maggiore armena giocando l'amichevole vinta 1-7 contro il Guatemala.

## Statistiche

### Cronologia presenze e reti in nazionale
| Cronologia completa delle presenze e delle reti in nazionale ― Armenia | Cronologia completa delle presenze e delle reti in nazionale ― Armenia | Cronologia completa delle presenze e delle reti in nazionale ― Armenia | Cronologia completa delle presenze e delle reti in nazionale ― Armenia | Cronologia completa delle presenze e delle reti in nazionale ― Armenia | Cronologia completa delle presenze e delle reti in nazionale ― Armenia | Cronologia completa delle presenze e delle reti in nazionale ― Armenia | Cronologia completa delle presenze e delle reti in nazionale ― Armenia |
| Data                                                                   | Città                                                                  | In casa                                                                | Risultato                                                              | Ospiti                                                                 | Competizione                                                           | Reti                                                                   | Note                                                                   |
| ---------------------------------------------------------------------- | ---------------------------------------------------------------------- | ---------------------------------------------------------------------- | ---------------------------------------------------------------------- | ---------------------------------------------------------------------- | ---------------------------------------------------------------------- | ---------------------------------------------------------------------- | ---------------------------------------------------------------------- |
| 28-5-2016                                                              | Carson                                                                 | Guatemala                                                              | 1 – 7                                                                  | Armenia                                                                | Amichevole                                                             | -                                                                      | 75’                                                                    |
| Totale                                                                 |                                                                        | Presenze                                                               | 1                                                                      |                                                                        | Reti                                                                   | 0                                                                      |                                                                        |

## Palmarès

### Club

#### Competizioni nazionali
- Supercoppa d'Armenia: 3

Alaškert: 2016, 2018
Noah: 2020
- Campionato armeno: 2

Alaškert: 2016-2017, 2017-2018
- Coppa d'Armenia: 2

Alaškert: 2017-2018
Noah: 2019-2020